# 聖克魯斯拉拉古納

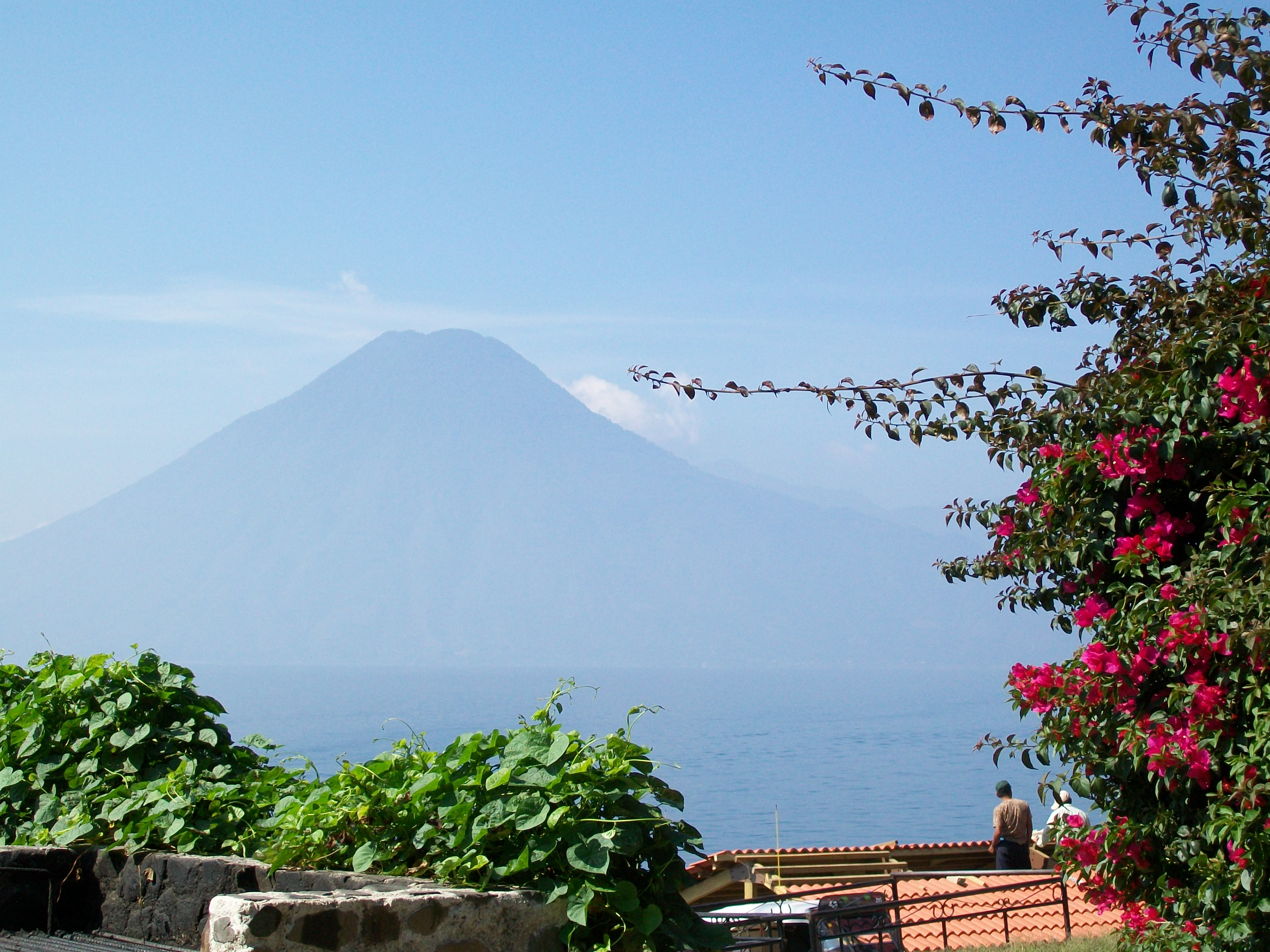

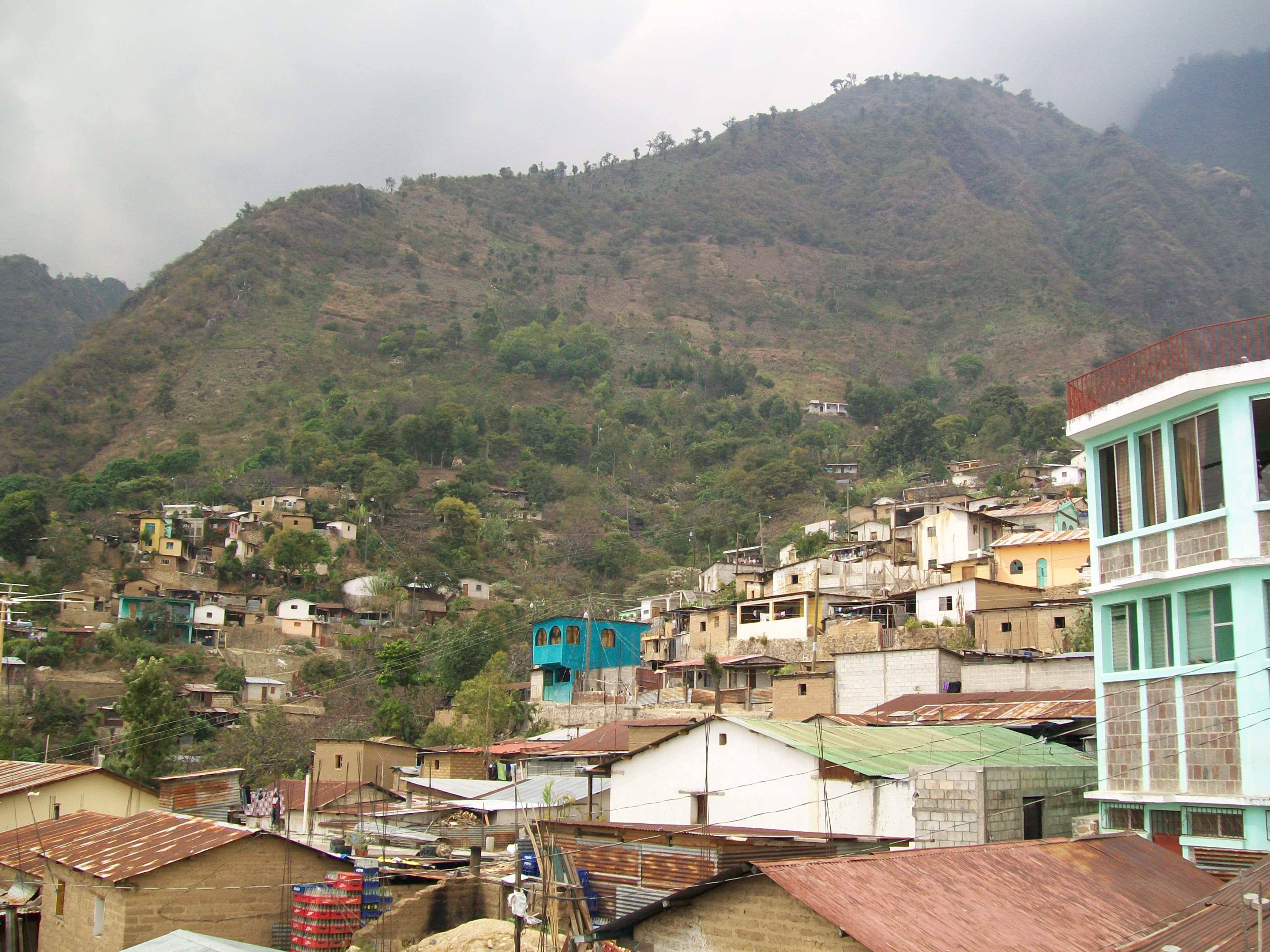

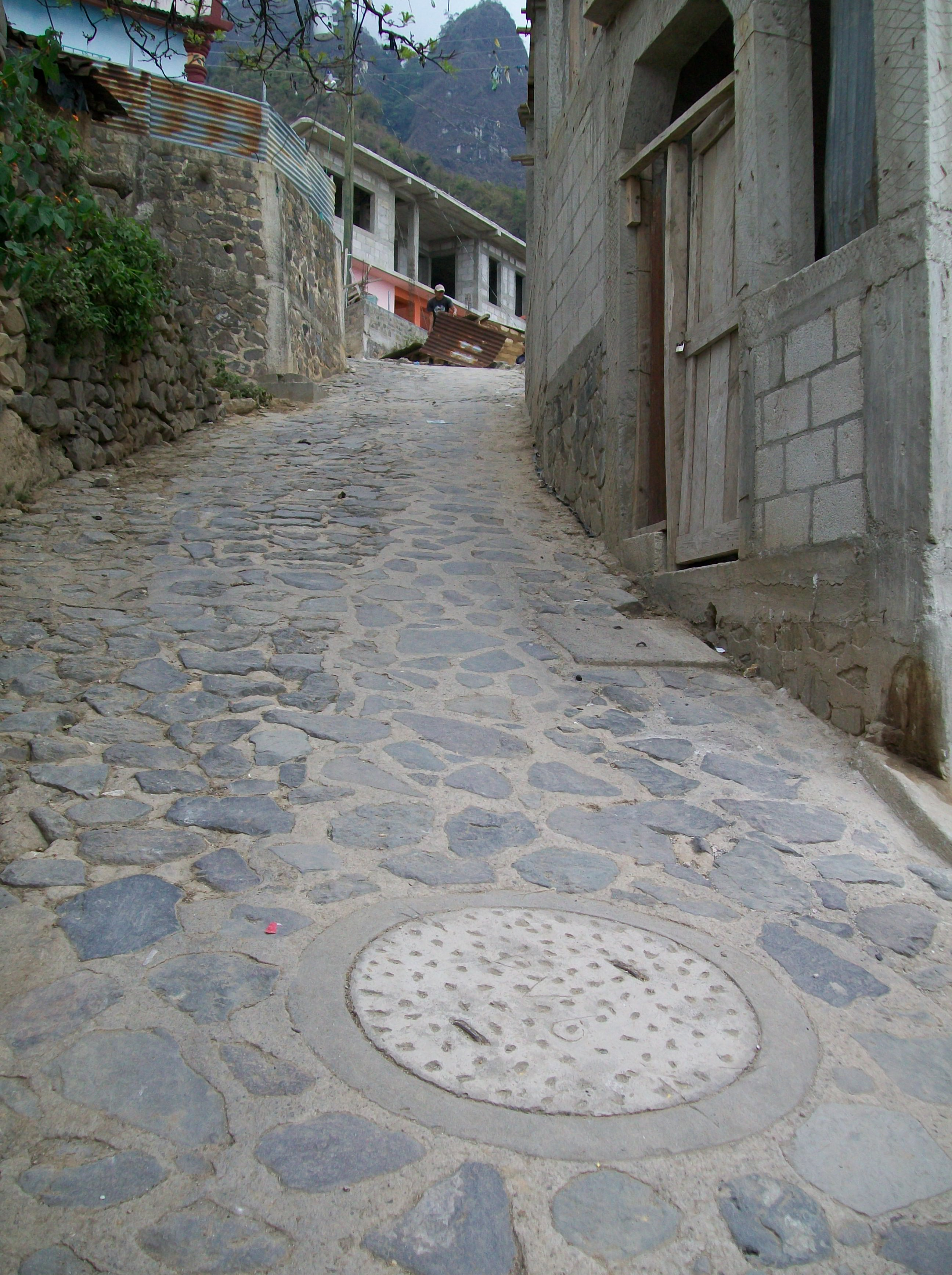

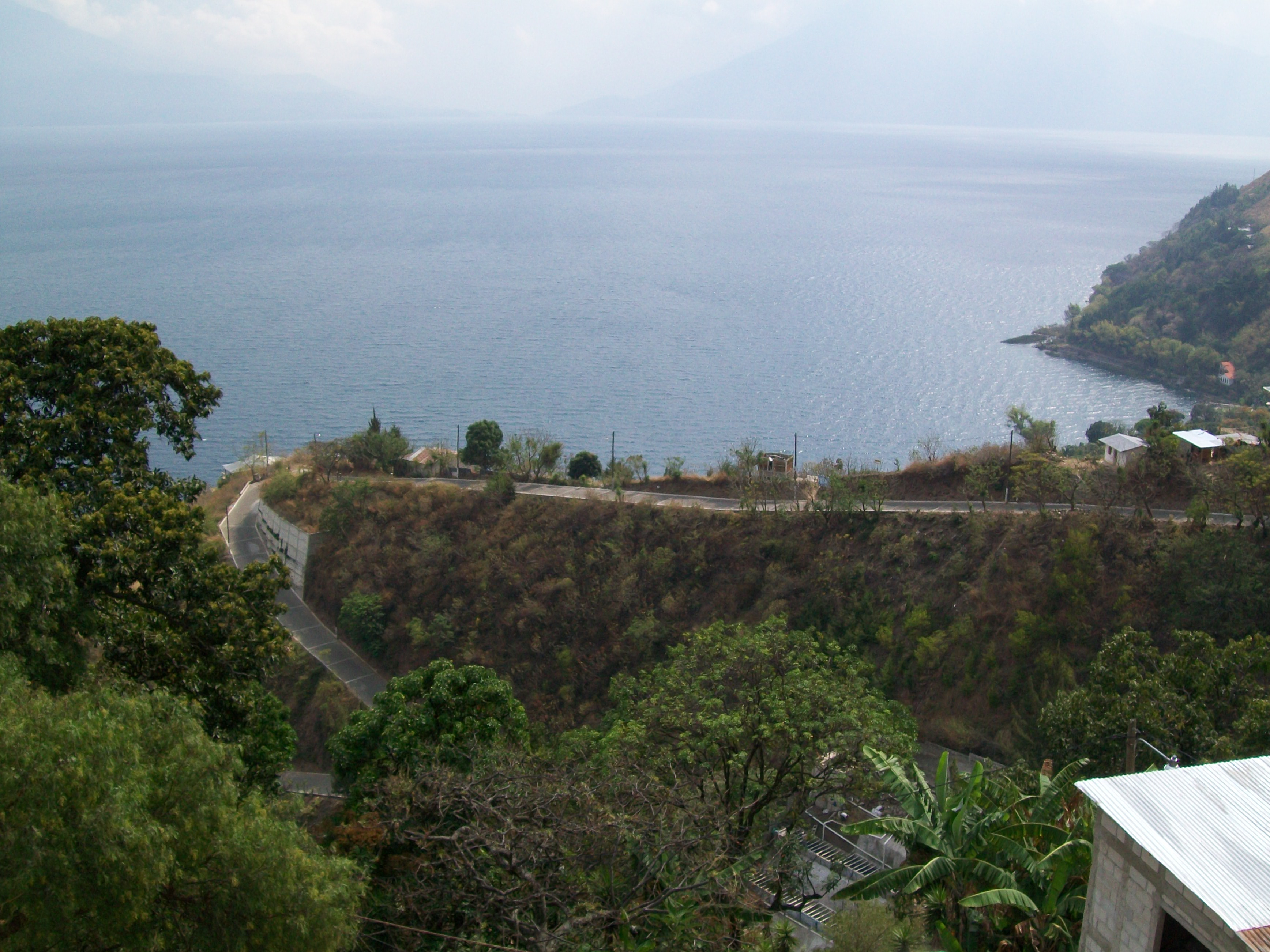

聖克魯斯拉拉古納（西班牙語：Santa Cruz La Laguna），是危地馬拉的城鎮，位於該國西南部，由索洛拉省負責管轄，面積12平方公里，海拔高度1,832米，2002年人口4,197，人口密度每平方公里349.75人。